# 7919
7919（七千九百十九、ななせんきゅうひゃくじゅうきゅう）は自然数、また整数において、7918の次で7920の前の数である。

## 性質
- 1000番目の素数である。1つ前は7907、次は7927。
  - 約数の和は7920。
- 10番目の 100 n 番目の素数である。1つ前は6997、次は8831。（オンライン整数列大辞典の数列 A31921）
- 3番目の10の累乗数番目の素数である。1つ前は541、次は104729。(オンライン整数列大辞典の数列 A006988)
- 各位の和が26になる156番目の数である。1つ前は7892、次は7928。

## その他 7919 に関すること
- 小惑星番号7919番の小惑星1981 EZ27は、7919が1000番目の素数であることにちなみプライム (Prime) という名前がつけられている[1]。